# Liste des évêques et archevêques de Sienne
Cette liste recense les évêques qui se sont succédé sur le diocèse de Sienne qui est élevé au rang d'archidiocèse et de siège métropolitain le 23 avril 1459. En 1975, Mgr Castellano, archevêque de Sienne est nommé évêque de Colle di Val d'Elsa et évêque de Montalcino en 1978, unissant les trois sièges in persona episcopi. En 1986 en vertu du décret Instantibus votis de la congrégation pour les évêques, l'union plénière des trois diocèses est établie et le nouveau district ecclésiastique prend le nom actuel d'archidiocèse de Sienne-Colle di Val d'Elsa-Montalcino.

## Évêques
- Lucifero (ca. 306)
- Florian (vers 313–335)
- Dodo (vers 440)
- Eusebius (vers 465)
- Magno (vers 520)
- Mauro Ier (vers 565)
- Aymo (vers 597)
- Robert (vers 612)
- Piriteo (vers 628)
- Antifred (vers 642)
- Mauro II (vers 649)
- Andrea (vers 658)
- Gualterano (vers 670)
- Gerardo (vers 674)
- Vitelliano (vers 679)
- Lupo (vers 689)
- Causirio (vers 722)
- Adeodato (vers 731)
- Grosso (vers 743)
- Giordano (vers 761)
- Peredeo (vers 776)
- Jean Ier (vers 792)
  - (Gherardo)
- André (vers 795)
- Piriteo (vers 800)
- Peter (vers 826)
- Tommaso (vers 830)
- Gerardo (vers 841)
- Concio (vers 844–853)
- Gherardo (vers 855)
- Ambrogio (vers 864)
- Ansifred
- Ubertino (vers 900)
- Egidio (vers 906)
- Teodorico (vers 913)
- Gerardo (vers 932)
- Vitelliano
- Pisano (vers 963)
- Lucido
- Ildebrando (vers 987)
- Adeodato (vers 1001)
- Giselbert (vers 1013)
- Leo (vers 1031)
- Adelbert (vers 1036)
- Jean (vers 1050–1058)
- Antifred (vers 1058)
- Roffred (vers 1059)
- Amadio (vers 1062)
- Rodolfo ou Radulfo (vers 1068–1076)
- Gualfredo (vers 1080–1106)
- Ranieri ou Rainaldo (1127–1170)
- Gunterone (1170–1189)
- Bono (1189–1216
- Bonfiglio (1216–1252)
- Tommaso Fusconi (1254–1273)
- Bandino Bonci (1273–1281)
- Bernard (1281–...)
- Rainaldo di Uguccione Malavolti (1282–1307)
- Ruggeri (1307–1317)
- Donosdeo dei Malavolti (1317–1348)[1].

- Azzolino dei Malavolti (1351–1370)
- Iacopo di Egidio dei Malavolti (1370–1371)
- Guglielmo Vasco (1371–1377)
- Luca Bettino Ghini (1377–1384)
- Carlo Minutoli (1384)
- Francesco Mormigli (1385–1396)
- Guglielmo (1396–1407)
- Gabriele Condulmer (1407–1409)
- Antonio Casini (1409–1427)
- Carlo Bartoli (1427–1446)
- Cristoforo di San Marcello (1444)
- Neri da Montecarlo (1444)
- Enea Silvio Piccolomini (1450–1458)
- Antonio Piccolomini (1458–1459)

## Archevêques
- Francesco Piccolomini (1460–1503)
- Giovanni Piccolomini (1503–1529)
- Francesco Bandini (1529–1588)
- Ascanio Piccolomini (1588–1597)
- Francesco Taurusio (1597–1607)
- Camillo Borghese (1607–1612)
- Metello Bichi (1612–1615)
- Alessandro Petrucci (1615–1628)
- Ascanio Piccolomini (1629–1671)
- Celio Piccolomini (1671–1681)
- Leonardo Marsilia (1682–1713)
- Alessandro Zondadari (1715–1744)
- Alessandro Cervini (1746-1772
- Tiberio Borghesi (1772-1792)
- Alfonso Marsili (1792-1795)
- Antonio Felice Zondadari (1795–1823)
- Giuseppe Mancini (1824-1855)
- Ferdinando Baldanzi (1855-1866)
- Sedisvacance
- Enrico Bindi (1871-1876)
- Giovanni Pierallini (1876–1888)
- Celestino Zini, Sch. P (1889-1892)
- Benedetto Tommasi (1893–1908)
- Prospero Scaccia (1909–1932)
- Gustavo Matteoni (1932–1934)
- Mario Toccabelli (1935–1961)
- Ismaele Mario Castellano, O.P (1961–1989)
- Gaetano Bonicelli (1989–2001)
- Antonio Buoncristiani (2001–2019)
- Augusto Paolo Lojudice (depuis 2019)